# Żywy mur
Żywy mur (tyt. oryg. Muri i gjallë) – albański film fabularny z roku 1989 w reżyserii Muharrema Fejzy.

## Opis fabuły
Film nawiązuje do znanej legendy albańskiej o ocaleniu twierdzy Rozafat w Szkodrze przez ofiarę złożoną przez ludzi, którzy się dla niej poświęcili. W filmie trzej bracia poświęcają własne żony, których ofiarowanie ma ocalić mury twierdzy.

## Obsada
- Edmond Budina jako Brenk
- Rajmonda Bulku jako Gelina
- Lec Bushati jako Arber
- Elvira Diamanti jako Tuta
- Gëzim Rudi jako Kledi
- Ilir Sulejmani jako Gjeto
- Vangjel Toçe jako Klaudi
- Luiza Xhuvani jako Fata
- Dhimitër Orgocka jako Bani
- Stavri Shkurti jako ojciec Faty
- Ilir Borodani
- Arben Derhemi

## Nagrody i wyróżnienia
Na IX Festiwalu Filmów Albańskich w Tiranie film zdobył dwie nagrody (za muzykę i zdjęcia).